# Ковачевич, Пётр Маркович
Пётр Ма́ркович Коваче́вич (1907—1980) — главный инженер треста «Кагановичуголь» комбината «Кузбассуголь», Герой Социалистического Труда (1948); доктор технических наук, профессор Кузбасского политехнического института (1962—1980).

## Биография
Родился 4 января 1907 года в Томске в семье рабочего-железнодорожника. В 1914 году поступил в реальное училище, в 1924 году окончил 9 классов советской школы.
Окончил горное отделение 1-го Сибирского политехникума (Томск), получив квалификацию горного техника. С 1926 года работал техником, затем горным десятником на шахте № 9-10 в Анжеро-Судженске. С марта 1929 года заведовал горными работами рудника Манка (Усть-Каменогорск Казахстанской области). В 1934 году с отличием окончил Томский индустриальный институт с квалификацией горного инженера.
Заведовал шахтой «Красная горнячка» треста «Челябуголь», работал помощником заведующего шахтой № 33 в Подмосковном бассейне.
В начале Великой Отечественной войны был откомандирован в распоряжение комбината «Кузбассуголь», работал главным инженером новой шахты «Капитальная» № 1 треста «Кагановичуголь» (позже «Киселевскуголь»). В первые месяцы войны шахта не показала запланированных результатов, за первый год работы новейшая шахта Киселёвска выдала лишь 254 000 тонн. Было признано, что плановые показатели были рассчитаны неверно, управляющий и главный инженер были сняты с должностей, но без последствий.
П. М. Ковачевич был переведён во Всесоюзный трест «Кузбассшахтострой» и возглавил технический отдел шахтостроительного треста. Его отдел создавал схемы максимально быстрой сдачи намеченных к строительству шахт, организации скоростных проходок стволов и выработок главнейшего направления. Строительство и ввод новых шахт вёлся очень высокими темпами: большинство шахт вошло в строй за полтора года, но были и такие, которые начинали выдавать уголь уже через шесть месяцев после первого колышка. Так, в 1940 году «Кузбассшахтострой» прошёл 3 километра 20 метров выработок, а в победном 1945 году — уже 14 километров 222 метра.
С 1943 года — начальник технического отдела в тресте «Кагановичуголь», к концу войны — главный инженер треста (управляющим трестом был его друг и однокурсник В. Г. Кожевин). В сентябре 1943 года трест «Кагановичуголь» получил переходящее Красное знамя Государственного комитета обороны.
Указом Президиума Верховного Совета СССР от 28 августа 1948 года за выдающиеся успехи в деле увеличения добычи угля, восстановления и строительства угольных шахт и внедрение передовых методов работы, обеспечивающих значительный рост производительности труда, Ковачевичу Петру Марковичу присвоено звание Героя Социалистического Труда с вручением ордена Ленина и золотой медали «Серп и Молот».
В начале 1950-х годов переехал с семьей в Кемерово, работал первым заместителем начальника комбината «Кузбассуголь» В. Г. Кожевина. В 1962 году был избран профессором кафедры разработки месторождений полезных ископаемых Кемеровского горного института.
Был избран депутатом Кемеровского городского и областного Советов депутатов трудящихся, членом обкома КПСС.
В сентябре 1980 года приехал в Москву к дочери Людмиле на медицинское обследование в связи с состоянием здоровья. Скончался в Москве от инсульта 3 ноября 1980 года.

### Семья
Отец — Марк Михайлович Ковачевич (? — 1945, Томск), подданный Черногории; строил Турксиб, работал на железной дороге; похоронен в Томске.
Мать — Прасковья Филипповна.
Жена — Надежда Константиновна (? — 1991); трое детей:
1. дочь — Ольга[5]
2. дочь — Людмила[6];

- внук - Петр (р. 1968)
- правнучка - Таисия (р. 2007)
- правнук - Михаил (р. 2015)

1. сын — Марк[5]

- внучка — Алиса (р. 1990).

## Научная деятельность
Учёная степень доктора технических наук присвоена в 1970 году по совокупности работ. Профессор (1962).
Основные направления исследований:
- разработка мощных пологих пластов с применением механизированных крепей;
- открытый способ разработки угольных месторождений в Кузбассе.

Входил в состав Учёных Советов институтов КузНИУИ, ВостНИИ, ВНИИ гидроуголь, Кузбасского политехнического института, научного совета Министерства угольной промышленности СССР.
Подготовил 4 докторов и 12 кандидатов наук. Автор более 140 научных работ, патентов.

## Награды
- звание Героя Социалистического Труда (28.8.1948) с вручением золотой медали «Серп и Молот» (№ 2789) и ордена Ленина (№ 78067)
- орден Трудового Красного Знамени (12.1.1951)
- орден Ленина (29.8.1953)
- орден «Знак Почёта» (26.4.1957)[1]
- медали, в том числе «За трудовое отличие» (10.9.1947)[1], «За доблестный труд в Великой Отечественной войне»[2]
- знак «Шахтёрская слава» 3-х степеней[1].

## Память
Личное дело П. М. Ковачевича хранится в фонде Минуглепрома СССР Российского государственного архива экономики.

## Комментарии
1. ↑  В других источниках указывается, что «последние годы жил в Ленинграде у дочери»[1].
2. ↑  Список 38 работ 1975—1982 годов приведен на странице Электронной энциклопедии ТПУ[3].